# Джаміла Нішат
Джаміла Нішат (англ. Jameela Nishat, 1955,  Хайдарабад, Індія) — індійська поетеса, феміністка та правозахисниця. Пише на мові урду. Проживає у місті Хайдарабад в Індії.

## Юність
Джаміла Нішат народилася в Хайдарабаді в сім'ї середнього класу. Її батько, Саїд бен Мухаммед, був художником-портретистом. Він був також близьким другом художника Макбула Хусейна

## Кар'єра
Нішат почала писати в ранньому віці. Вона опублікувала свій перший вірш в 1970 році протягом деякого часу, її твори друкувалися в журналі Кітаб Нума (видає університет Джамія-Міллія-Ісламія в Делі) і в різних інших журналах віршів. Її перша книга — Лава (збірник віршів), була опублікована у 2000 році. Гошанг Мерчант переклав деякі з її віршів на англійську мову і вони були опубліковані Sahitya Akademi у 2008 році. Джаміла Нішат опублікувала три поетичні збірки. Її роботи були також показані в інших антологіях.
У 1999 році у видавницстві "Спарроу" (SPARROW) поетеса опублікувала брошуру про своє життя і роботу. Вона також була однією з виступаючих на Хайдарабадському літературному фестивалі.
Вона була частиною групи поетів-феміністок на конференції 100 тисяч поетів змін, що проходила з 3 червня по 8 червня 2015 року в Салерно, Італія.

## Громадська діяльність
У 2012 році вона заснувала громадську організацію «Колектив мучениць» (Shaheen Collective), що призначена для захисту прав мусульманських жінок. Організація допомагає жінками у подоланні побутового та соціального насильства, включаючи примусові договірні шлюби та примусове зайняття проституцією.

## Твори
- «Лава» (англ. Lava) (2000)
- «Ламхей Кі Анх» (англ. Lamhey Ki Ankh) (2002)
- «Ламс Кі Савгхат» (англ. Lams Ki Sawghat) (2006)
- «Метелик ласк» (англ. Butterfly Caresses) (2015)